# Francesco Giulietti
Francesco Giulietti (1883 – 1978) fu stenografo, insigne studioso, saggista, storico delle scritture veloci, ed autore di numerosi testi fondamentali sulla stenografia. Fu inoltre un noto esperantista.
Alla sua scomparsa, per volontà di Zaira Giunti, vedova Giulietti, venne costituita a Firenze nel 1982 la Fondazione Francesco e Zaira Giulietti, con lo scopo di sviluppare gli studi delle scritture comuni e della stenografia Gabelsberger-Noë (il sistema inventato dal tedesco Franz Xaver Gabelsberger ed adattato all'italiano da Enrico Carlo Noë), e di sostenere tutte le iniziative destinate a sottolineare il valore scientifico e l'utilità pratica della stenografia nel mondo contemporaneo.